# ザルカ川

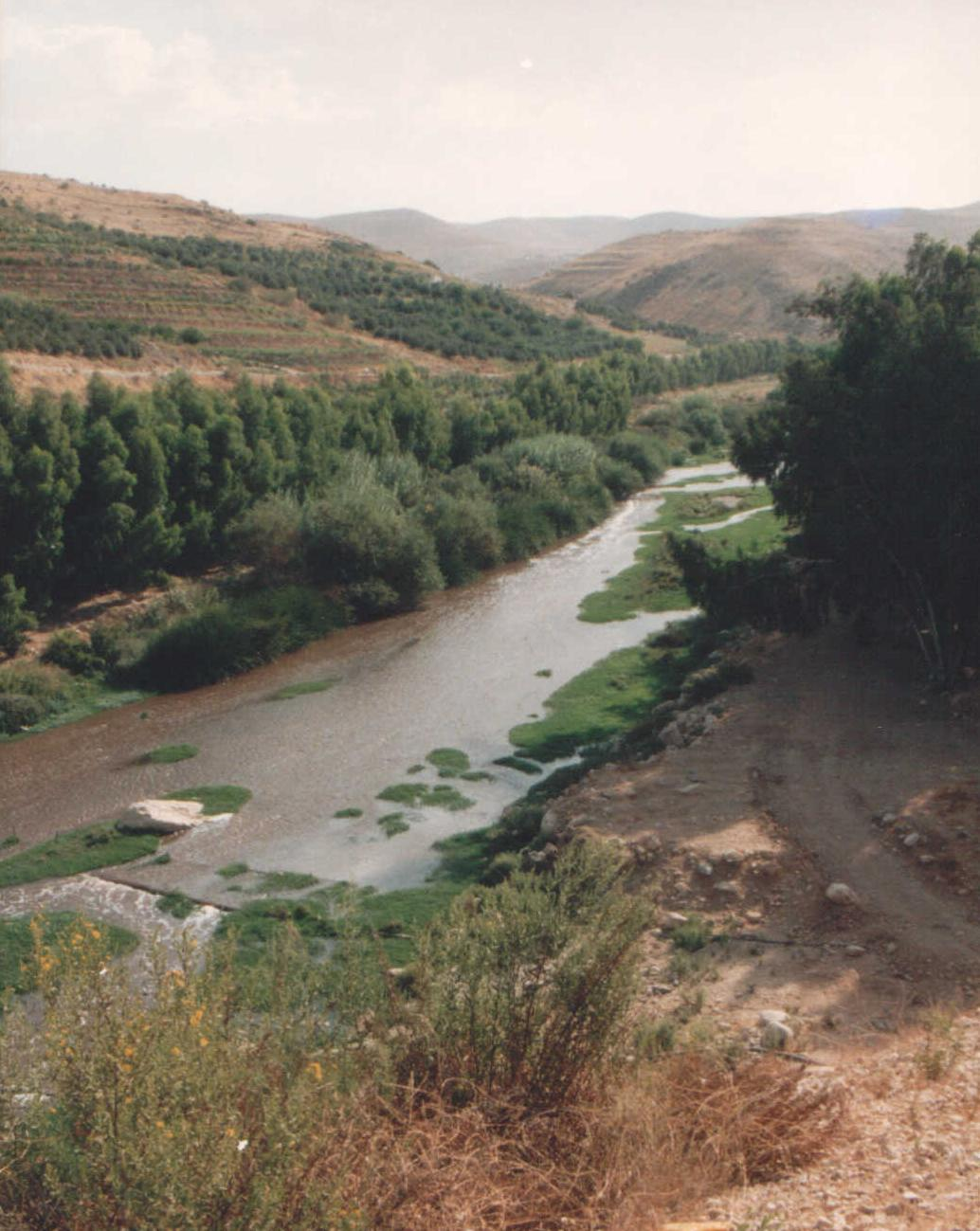
ザルカ川/ヤボク川渓谷

ザルカ川（Zarqa、アラビア語：ナハル・エッ＝ザルカー, نهر الزرقاء, Nahr ez-Zarqa）はヨルダン西部を流れる川でヨルダン川の支流。険しく深い渓谷をなし、ヤルムーク川、アルノン川などと並ぶヨルダン川東岸の大きな支流の一つ。ザルカ川とは「青い川」の意味であるが、ダマスカスとメッカを結ぶ道の途中にあるザルカの砦の近くを通るからともされる。
旧約聖書にも登場するヤボク川（Jabbok、ヘブライ語：נחל יבוק）は、現在のザルカ川に同定されている。
ザルカ川（ヤボク川）の源流はヨルダンの首都アンマン付近にあり、北へ流れた後、西へ向きを変える。ヨルダン川東岸の険しい山地（旧約聖書ではギレアド Gilead またはギレアデと呼ばれる）の東部に発しその中を東西に貫くザルカ川（ヤボク川）は、途中キング・タラール・ダムで人工湖を形成した後、ステップ地帯の中の険しい渓谷を抜けヨルダン川沿いの盆地に出て、ゲネサレトと死海の間でヨルダン川に合流する。長さ100km余りのザルカ川（ヤボク川）はヨルダンの重要な水源だが、水量の減少や汚染などの問題を抱える。

## 旧約聖書におけるヤボク川
旧約聖書に登場するヤコブは、双子の兄エサウから逃れて伯父ラバンの住むメソポタミア北部のハランへ逃れて財をなし、20年後、一族を連れてハランを出てカナンに戻る途中、ヤボク川の浅瀬を渡ろうとした。ヤボク川は西へ下るとスコット（Sukkot）の谷へと続き、スコットでヨルダン川を渡ってシェケム（Shechem）の街へは簡単にたどり着くことができるため、ヤコブもこの道を選んでいた。旧約聖書に何度か登場するザレタン（Zaretan）やアダム（Adam）の町もヤボク川の谷の出口に位置している。
この川を渡ろうとしたヤコブは、エサウが軍勢を連れて近づいていると聞き不安になった。夜中、先に一族にヤボク川を渡らせ、最後に渡ろうとしたヤコブは不思議な人物に組みつかれ、一晩中格闘をした。夜明け前、どうしても食い下がるヤコブに対し、相手は自分は天使であると告げて、ヤコブに「神と戦った者」を意味するイスラエルを名乗るよう祝福して去った。夜が明けてヤコブがヤボク川を渡ってすぐエサウ一行が現れ、不安を抱えるヤコブにエサウはもう憎んでいないと言い抱擁した（創世記32章23節）。
ヤボク川はイスラエル十二支族のうちのルベンおよびガドの領土と、アモン人の領土との間の境界であった（民数記21章24節、申命記2章37節と3章16節、ヨシュア記12章2節）。またアムル人の王シホン（Sihon）の領土はアルノン川からヤボク川まで広がっているとも書かれている（民数記21章24節）。士師記11章13節および22節では、アモンの王がヤボク川の返還を要求している。エウセビオスはヤボク川をゲラサ（Gerasa、現在のジャラシュ）とフィラデルフィア（現在のアンマン）の間であると書いている。
 この記事にはパブリックドメインである次の文書本文が含まれる: Singer, Isidore [in 英語]; et al., eds. (1901–1906). The Jewish Encyclopedia. New York: Funk & Wagnalls. {{cite encyclopedia}}: |title=は必須です。 (説明)
北緯32度11分30秒 東経35度48分06秒 / 北緯32.19167度 東経35.80167度